# Burn 'Em Up O'Connor
Burn 'Em Up O'Connor è un film del 1939 diretto da Edward Sedgwick. La pellicola è tratta dal romanzo Salute to the Gods del pilota e scrittore Malcolm Campbell

## Trama
Una serie di incidenti automobilistici simili uccidono dei piloti durante una gara, ma gli incidenti si dimostreranno essere in seguito dei delitti.